# Писарівка (Подільський район)
Пи́сарівка — село Кодимської міської громади у Подільському районі Одеської області, Україна.

## Історія
7 (20) листопада 1917 року, відповідно до Третього Універсалу Української Центральної Ради, увійшло до складу Української Народної Республіки.
Під час організованого радянською владою Голодомору 1932—1933 років померло щонайменше 395 жителів села.
12 червня 2020 року, відповідно до Розпорядження Кабінету Міністрів України від № 724-р «Про визначення адміністративних центрів та затвердження територій територіальних громад Одеської області», увійшло до складу Кодимської міської територіальної громади.
19 липня 2020 року, в результаті адміністративно-територіальної реформи і ліквідації Кодимського району, село увійшло до складу новоутвореного Подільського району.

## Населення
Згідно з переписом УРСР 1989 року чисельність наявного населення села становила 1830 осіб, з яких 778 чоловіків та 1052 жінки.
За переписом населення України 2001 року в селі мешкали 1633 особи.
Колищній орган місцевого самоврядування — Писарівська сільська рада.

### Мова
Розподіл населення за рідною мовою за даними перепису 2001 року:
| Мова            | Кількість | Відсоток |
| --------------- | --------- | -------- |
| українська      | 1636      | 97.56%   |
| російська       | 32        | 1.90%    |
| румунська       | 6         | 0.36%    |
| болгарська      | 2         | 0.12%    |
| інші/не вказали | 1         | 0.06%    |
| Усього          | 1677      | 100%     |

## Відомі люди
В селі народилися:
- український поет Гай-Головко Олесь Несторович (1910—2006)
- академік НАН України, мовознавець Мельничук Олександр Савич (1921—1997).